# دنیل بی. کلارک
دنیل بی. کلارک (انگلیسی: Daniel B. Clark;۲۸ آوریل ۱۸۹۰ – ۱۴ نوامبر ۱۹۶۱) فیلم‌بردار اهل ایالات متحده آمریکا بود.
وی فیلم‌بردار فیلم‌هایی همچون دستری دوباره می‌راند و شمال خلیج هادسون بوده‌است.